# Bellerophon-Klasse (Vasenmalerei)

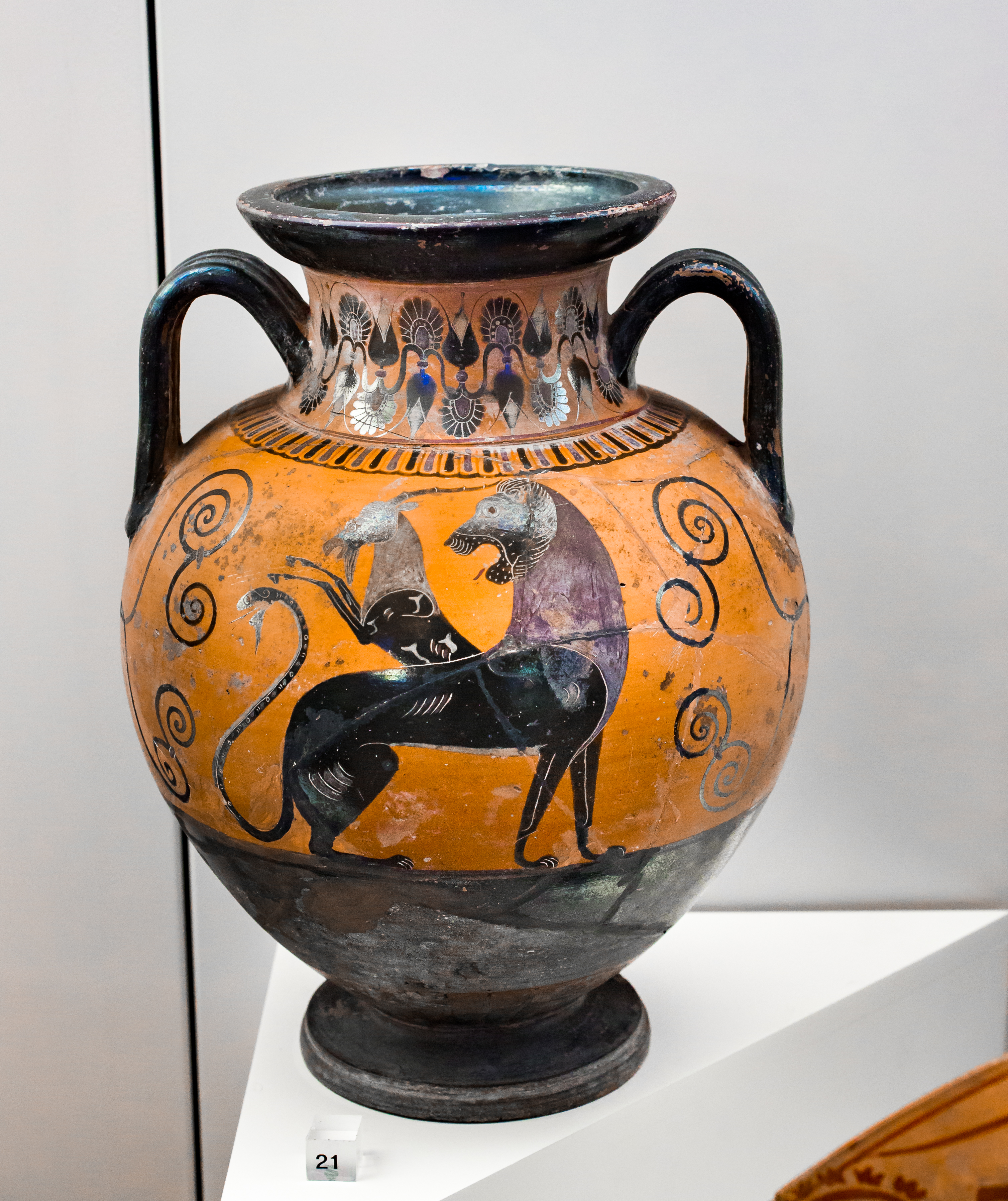
Namensgebendes Stück der Bellerophon-Klasse, Rom, Museo Nazionale Etrusco di Villa Giulia Inv. 50735

Als Bellerophon-Klasse wird eine aus der Werkstatt des Nikosthenes entstammende Sonderform attischer Amphoren des schwarzfigurigen Stils des dritten Viertels des 6. Jahrhunderts v. Chr. bezeichnet. Bei den Amphoren der Bellerophon-Klasse handelt es sich um eine besonders gedrungene Form dieser Vasenart. 
Ihren Namen erhielt die Klasse nach einer im Museo Nazionale Etrusco di Villa Giulia in Rom befindlichen Amphora (Inventarnummer 50735), die der BMN-Maler bemalt hat. Er gilt als der bedeutendste und schaffensreichste Vertreter einer Gruppe von Künstlern, die diese Amphorenform verzierten. Auf der namengebenden Vase des BMN-Malers ist Bellerophon dargestellt, wie er von einer Seite der Amphore kommend die Chimära auf der gegenüberliegenden Seite angreift.